# 姜敬愛

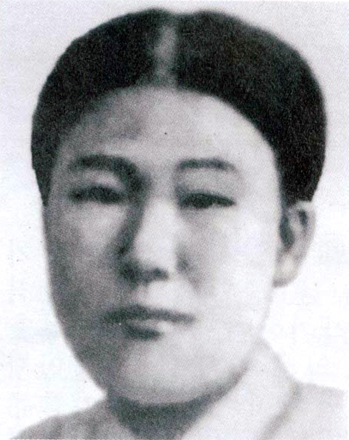
姜敬愛

姜敬愛（カン・ギョンエ、きょう けいあい、1906年4月20日 – 1944年）は朝鮮の小説家。貧しい作男の娘として生まれ、成長期を生活苦に追われて過ごした姜の筆は必然的に労働者の現実を描くことになった。しかし、姜が求めたのは理論ではなく実践であり、文学団体には所属しなかった。

## 略歴

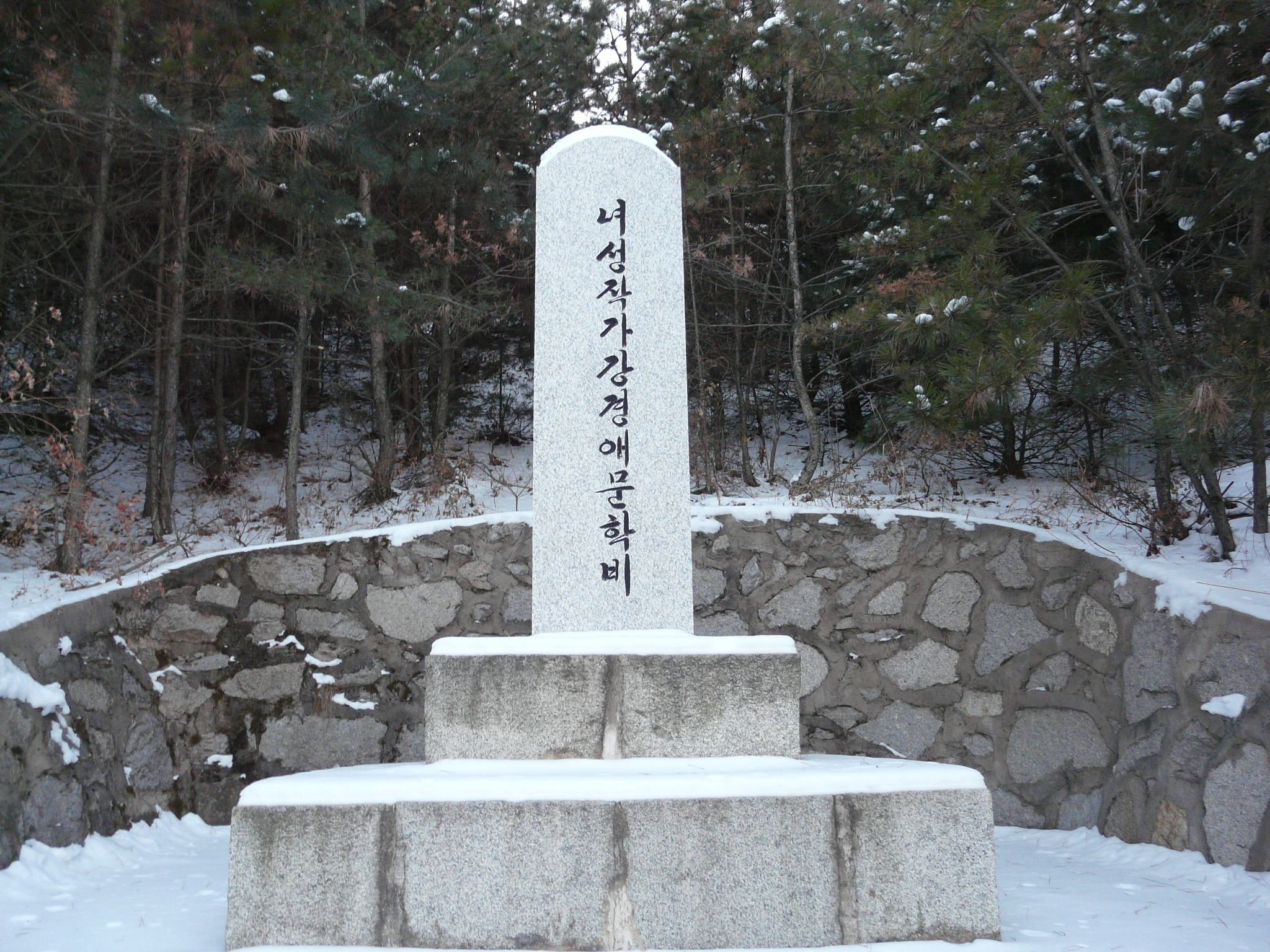
中国・吉林省延辺朝鮮族自治州龍井市の郊外、琵岩山の中腹に1999年8月8日に建てられた「女性作家姜敬愛文学碑」

黄海道の松禾に生まれる。父は作男で姜が3歳のときに死亡し、姜の母は崔氏の後妻となり、長淵に引っ越す。7歳頃から『春香伝』などの古代小説に親しんだ。1915年、9歳で長淵小学校に入学、1921年には平壌にある崇義女学校に入学した。その頃、梁柱東と出会い恋愛関係になる。梁柱東の演説から姜は反封建思想を学ぶ。1923年10月、崇義女学校3年のとき、同盟休学を実行し退学処分になると、梁東柱の援助でソウルの同徳女学校に編入学することができた。しかし、1924年に中退し、中国吉林省龍井に渡る。その間、安寿吉や朴栄濬らと同人誌「北郷」を発行したりもしている。一年半ほど暮らした後、長淵に戻り、文学修業に励んだ。間島にはその後も何度か生活の場としていて、姜の第二の故郷となる。
1931年、『破琴』を「朝鮮日報」に発表、文壇に登場する。同年、長淵郡庁の職員であった張河一と結婚もした。張には早婚の妻がいて、その妻から逃げるように仁川広域市で日雇い労働をする。日雇い労働の経験は『人間問題』の中で描かれている。1931年6月、姜と夫は中国龍井に渡り、同年に『母と娘』を「彗星」に発表する。
1934年8月から12月にかけて、「東亜日報」に姜の代表作となる『人間問題』を発表する。植民地下朝鮮の労働者階級を写実的に描いたこの作品はプロレタリア文学界に好評を持って受け入れられた。しかし、姜の身体は持病に侵され1939年頃からは床に伏し、1940年には京城帝大病院で治療を受ける。その後、耳と目の機能を喪失し、1944年に死亡した。
1949年、北朝鮮側の文学者達によって黄海道長淵に姜の墓が建てられる。

## 年譜
- 1906年4月20日、黄海道松禾に生まれる。
- 1915年　長淵小学校に入学。
- 1921年　崇義女学校に入学。
- 1923年　同盟休学により退学。
- 1923年　同徳女学校（朝鮮語版）に編入学。
- 1924年　中退、中国へ渡る。
- 1931年　『破琴』を「朝鮮日報」に発表し文壇にデビュー。
- 1931年　結婚。
- 1934年　『人間問題』を「東亜日報」に発表。
- 1944年　死亡。

## 作品
- 1931年　破琴(파금)
- 1931年　母と娘(어머니와 딸)
- 1931年　彗星(혜성)
- 1932年　第一線(제일선)
- 1933年　菜田(채전)
- 1933年　蹴球戦(축구촌)
- 1934年　父子(부자)短編
- 1934年　塩(소금)
- 1934年　人間問題(인간문제)
- 1935年　解雇(해고)
- 1936年　地下村(지하촌)
- 1937年　暗闇(어둠)

## 日本語で読める作品
- 訳者不明『長山串』「文学案内」文学案内社、1937年
- 三枝壽勝訳『地下村』「朝鮮短篇小説選」岩波書店、1984年
- 長谷川由起訳『塩』「韓国女性作家短編集　1925-1988年　ガラスの番人」凱風社、1994年
- 大村益男訳「朝鮮近代文学選集 2‐人間問題」平凡社、2006年